# Ocelová pěst
Ocelová pěst (v anglickém originále Real Steel) je americký akční sci-fi film z roku 2011, který režíroval Shawn Levy.

## Příběh
Na vrcholu světové ligy Roboboxu stojí šampion jménem Zeus, který likviduje své soupeře brutální silou. Na druhém konci tohoto sportu je Charlie Kenton se svým robotem Ambushem. Když Ambushe porazí obrovský býk a Charlie potřebuje peníze, objeví se jeho švagrová se svým manželem. Ti si chtějí vzít Charlieho syna Maxe do výchovy. Charlie k tomu svolí za větší obnos peněz. Dostane 50 tisíc, aby se o Maxe na chvíli postaral. Charlie koupí robota Noisy Boye, který byl jedním z robotů, bojujících v Japonské robotí lize, kde tento sport rozkvétá. Věří si natolik, že Noisy Boye přihlásí do nejdrsnějšího zápasu v nelegální lize. Charlie ale nerozumí složitému a velmi modernímu ovládání. Když Noisy Boy vstoupí do arény s manuálním robotem Midasem, nedokáže Charlie používat Noisy Boyovy bojové styly. I když profesionální robot má nad manuálním Midasem ohromnou výhodu, nemá Charlie žádné zkušenosti s profesionálními roboty. Noisy Boy je zničen a Charlie jeho hlavu prodá jako trofej do arény. S Maxem se vypraví na vrakoviště, kde si Max nedá pozor a spadne do propasti. Zabrzdí se o tréninkového robota Atoma, kterého vezme domů. Opraví ho a pošle do arény jménem ZOO, kde porazí robota Metra. Atom pak díky stínovému režimu předvádí na robozápasech nejen boj ale i robotdance. Max do Atoma nainstaluje ovládání z Ambushe a vylepší ho obvody z Noisy Boye, včetně hlasového modulu. Přihlásí se do světové ligy roboboxu. Max odmítne použít Atoma jako boxovací pytel pro Zeuse. Půjdou do arény s robotem Twin Cities, který má velmi dlouhé ruce a dvě hlavy. Charlie se naučí používat Noisy Boyovo vybavení, které Max do Atoma namontoval. V aréně Twin Cities Atoma nemilosrdně drtí. Na poslední chvíli se ale Atom vzpamatuje a Twina porazí. Při závěrečné děkovačce Max vyzve Zeuse na souboj. Zeusův tým přijímá a dlouho očekávaný zápas se blíží. Nikdo nevěří že Atom může zvítězit. Při začátku souboje hned Zeus pošle Atoma k zemi. To se opakuje aspoň třikrát. Atom se ale dokáže zvednout a přežije první kolo. Při boji v 4. kole je ale zničen hlasový modul a mnoho Noisy Boyových součástek. Max přemluví Charlieho aby v posledním kole stínoval Atoma. Po velkém množství ran, když to začíná vypadat, že Zeusovi docházejí baterky, ho Kenton pošle k zemi, ale Zeus se zvládne postavit. Následuje další sprška Atomových úderů, ale Zeuse zachrání gong. Zeus dostane lepší hodnocení a zůstane šampionem ale pro diváky je jím Atom. Charieho a Maxe to velmi sblíží.

## Postavy
- Hugh Jackman – Charlie Kenton
- Dakota Goyo – Max Kenton
- Evangeline Lilly – Bailey Tallet
- Anthony Mackie – Fin
- Karl Yune – Tak Mashido
- Olga Fonda – Farra Lemkova
- Kevin Durand – Ricky

## Roboti
- Atom - robot nalezený na smetišti Maxem, vyniká svým stínovým režimem a výdrží.
- Ambush - charlieho manuální robot, zničí ho tunový živý býk.
- Noisy boy - japonský profesionální robot kterého Charlie koupí za 45 000, je zničen v nelegálních soubojích Midasem.
- Zeus - moderní robot, který soupeře ničí svými pěstmi poháněními dusíkem. S každým dalším zápasem se sám učí. Atoma porazí jenom o kousek.
- Midas - manuální punkový robot soutěžící v nelegálních zápasech.
- Twin Cities - profesionální americký robot, má dlouhé ruce a dvě hlavy.
- Metro - manuální robot bojující v ZOO, je složený z různých součástek a místo ruky má sbíječku.